# Peter D. Groenewegen
Peter Diderik Groenewegen (* 13. Februar 1939 in Kerkrade, Niederlande; † 4. Mai 2018 in Sydney, Australien) war ein australischer Wirtschaftswissenschaftler niederländischer Herkunft. 

## Leben und Wirken
Peter D. Groenewegen wanderte 1952 mit seiner Familie nach Australien aus. Ab 1957 studierte er Wirtschaftswissenschaften an der Universität Sydney. Er beschäftigte sich mit den Arbeiten von Joseph Schumpeter und von Michał Kalecki und hörte Vorlesungen zur Geschichte des ökonomischen Denkens, zur Ökonomie des Sozialismus bei Bruce J. McFarlane, zur Kritik des Kapitalismus bei Edward Lawrence Wheelwright und zum Marginalismus bei Sydney James Butlin.
1961 hielt er an der ökonomischen Fakultät seine ersten Vorträge über Anne Robert Jacques Turgot, 1963 erlangte er den Abschluss als Master. Von 1963 bis 1965 arbeitete er bei Bernard Corry an der London School of Economics and Political Science an seiner Dissertation und wurde mit der Arbeit The History of the Theories of Value, Production and Distribution from 1650 to 1776 zum Ph.D. promoviert. Die Prüfung war „sehr streng und lang“, Vorsitzender der Kommission war Ronald L. Meek, der dafür aus Leicester nach London gekommen war. 
1965 kehrte Peter D. Groenewegen nach Sydney zurück und wurde Lecturer an der Universität Sydney. 1980 wurde er auf einen Lehrstuhl berufen. 1989 war er Gründungsdirektor des Zentrums für das Studium der Geschichte des ökonomischen Denkens an der Universität Sydney. 2002 wurde er emeritiert.
Als Student war er Mitglied der Australian Labor Party, trat jedoch 1966 wegen der Haltung der Partei zur Beteiligung Australiens am Vietnamkrieg aus.
Peter D. Groenewegen war Mitglied und wurde später Ehrenmitglied des Herausgebergremiums der Zeitschrift History of Economic Ideas.

## Schriften
- Public finance in Australia. Theory and practice. Prentice-Hall, Sydney 1979, ISBN 0-7248-1013-7.
- Radical Economics. In: Fred Henry George Gruen (Hrsg.): Surveys of Australian Economics. Band 2: Income distribution and poverty urban Economics of education radical economics australian economics 1968–1978. Allen & Unwin, Sydney 1979, ISBN 0-86861-137-9, S. 172–223.
- History and Political Economy. Smith, Marx and Marshall. In: Australian Economic Papers. 21, 38, 1982, ISSN 0004-900X, S. 1–17.
- Problems and prospects of public sector growth in Australia. Australian National University Press, Canberra 1982, ISBN  0-86784-144-3.
- Tax Assignment and Revenue Sharing in Australia. In: Charles E. McLure jr. (Hrsg.): Tax Assignment in Federal Countries. Australian National University Press, Canberra 1983, ISBN  0-86784-344-6, S. 293–316.
- In Defence of Post-Keynesian Economics. In: Newcastle Lecture on Political Economy. The University of Newcastle, Newcastle, New South Wales, 1986, ISSN 0812-1664 (Occasional paper. 131).
- Turgot. 1727–1781. In: John Eatwell, Murray Milgate, Peter Newman (Hrsg.): The New Palgrave. A Dictionary of Economics. Band 4: Q–Z. Macmillan, London 1987, ISBN 0-230-27980-5, S. 707–712.
- Rehabilitating the Classical Notions of Productive and Unproductive Labour with Special Reference to Their Relevance to Taxation. In: Geoffrey H. Brennan, Bhajan S. Grewal, Peter D. Groenewegen (Hrsg.): Taxation and Fiscal Federalism. Essays in Honour of Russell Mathews. Australian National University Press, Canberra 1988, ISBN 0-08-034401-1, S. 83–102.
- mit Bruce J. McFarlane: A History of Australian Economics Thought. Routledge, London 1990, ISBN 0-415-02123-5.
- The National Farmers Federation tax reform proposals. An evaluation. Australian Tax Research Foundation, Sydney 1990, ISBN 0-949482-31-5.
- Über Turgots „Réflexions“. Beigefügt zu: Claude Jessua: Der Ökonom Jacques Turgot. Eine moderne Würdigung. Wirtschaft und Finanzen, Düsseldorf 1990, ISBN 3-87881-052-0.
- A Soaring Eagle: Alfred Marshall (1842–1924). Elgar, Adlershot 1995, ISBN 1-85898-151-4.
- Boisguilbert und die Ökonomik des 18. Jahrhunderts. Beigefügt zu: Gilbert Faccarello: Boisguilbert lesen. Wirtschaft und Finanzen, Düsseldorf 1996, ISBN 3-87881-104-7.
- Maffeo Pantaleoni. In: Ferdinando Meacci (Hrsg.): Italian economists of the 20th century. Elgar, Cheltenham/Northampton 1998, ISBN 1-85278-886-0, S. 44–68.
- Die Bedeutung der „Philosophie rurale“ als ein physiokratischer Text. Wirtschaft und Finanzen, Düsseldorf 2002, ISBN 3-87881-175-6.
- Eighteenth Century Economics. Routledge, London 2002, ISBN 0-415-27940-2.

Herausgeberschaft:
- The Economics of A. R. J. Turgot. Springer Netherlands, Dordrecht 1977, ISBN 90-247-1953-4, DOI: 10.1007/978-94-010-1073-3
- William Pulteney: Some Thoughts on the Interest of Money in General. Universität Sydney, 1982, ISBN 0-86837-059-2.
- mit Geoffrey H. Brennan, Bhajan S. Grewal: Taxation and Fiscal Federalism. Essays in Honour of Russell Mathews. Australian National University Press, Canberra 1988, ISBN 0-08-034401-1.
- Collected Works of Alfred Marshall. Overstone, Bristol 1997, ISBN 1-85506-547-9.
- Alfred Marshall: Critical responses. 2 Bände. Routledge, London 1998, ISBN 0-415-14866-9.
- Physicians and Political Economy. Six Studies of the Work of Doctor-economists. Routledge, London 2001, ISBN 0-415-24175-8.
- Classics and Moderns in Economics. Essays on nineteenth- and twentieth-century economic thought. 2 Bände. Routledge, London 2003, ISBN 0-415-30166-1 und ISBN 0-415-30167-X.